# Делчо Оливеров
Делчо Иванов Оливеров или Уливеров е български революционер и участник в Априлското въстание.

## Биография
Роден е през 1825 или 1833 година в Панагюрското село Поибрене. Завършва килийно училище в родното си село. По-късно се замогва и е сред първенците на Поибрене. Запознава се с Левски при неговото посещение и става председател на местния революционен комитет. Успява да основе комитет в с. Белица, Ихтиманско. Представлява Поибрене на събранието в Оборище. Участва в Априлското въстание като води 30 – 40 конници от селото в четата на Георги Бенковски. По-късно е заловен и изтезаван в затвора „Таш Капия“ в Пловдив. Поема сам цялата отговорност за организиране на въстанието в селото. След като е освободен през 1878 г. не успява да се възстанови здравословно и се разорява. Умира на 5 януари 1894 г. в родното си село.